# Axel Munthe

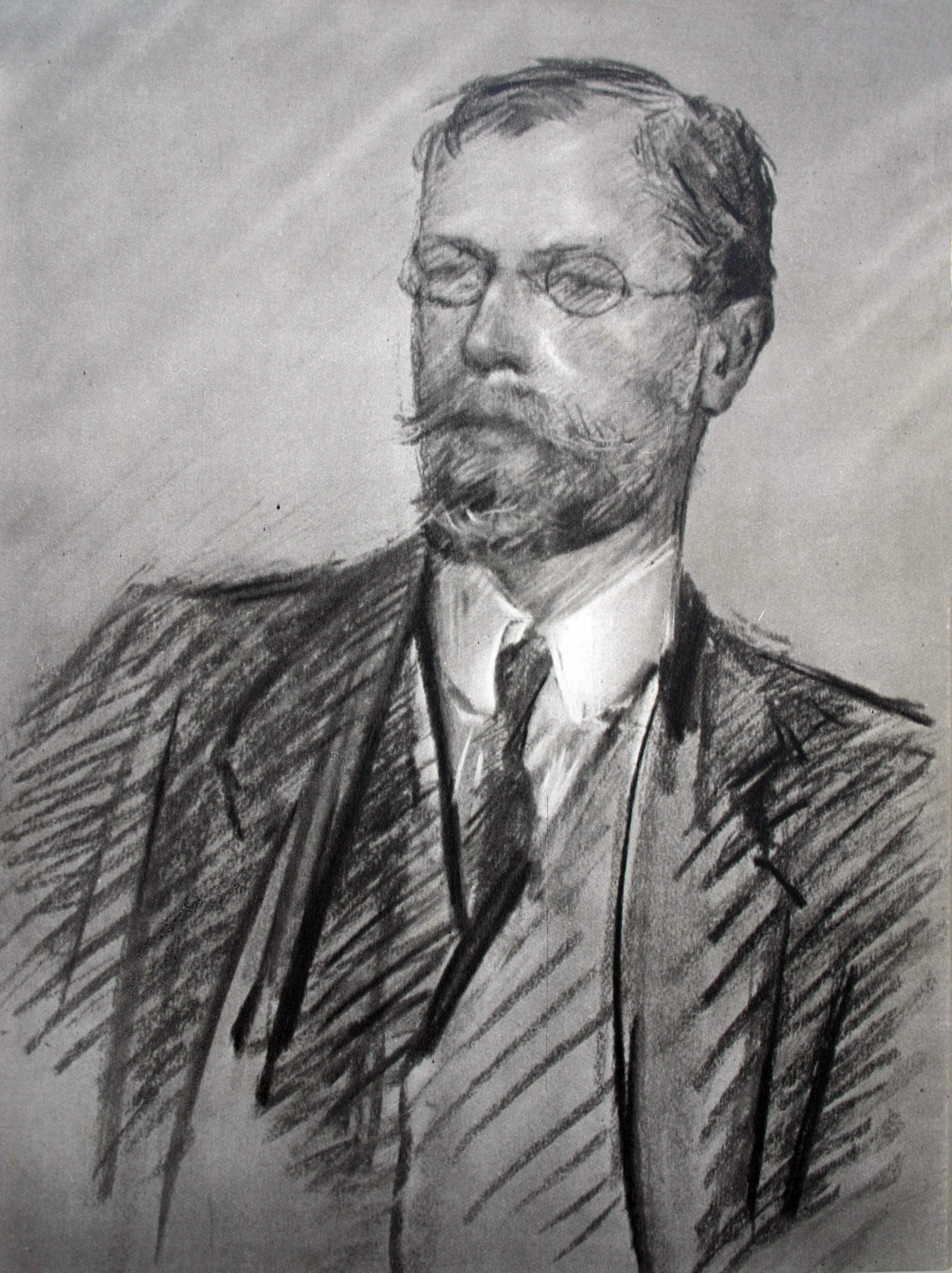
Axel Munthe, door Feodora Gleichen

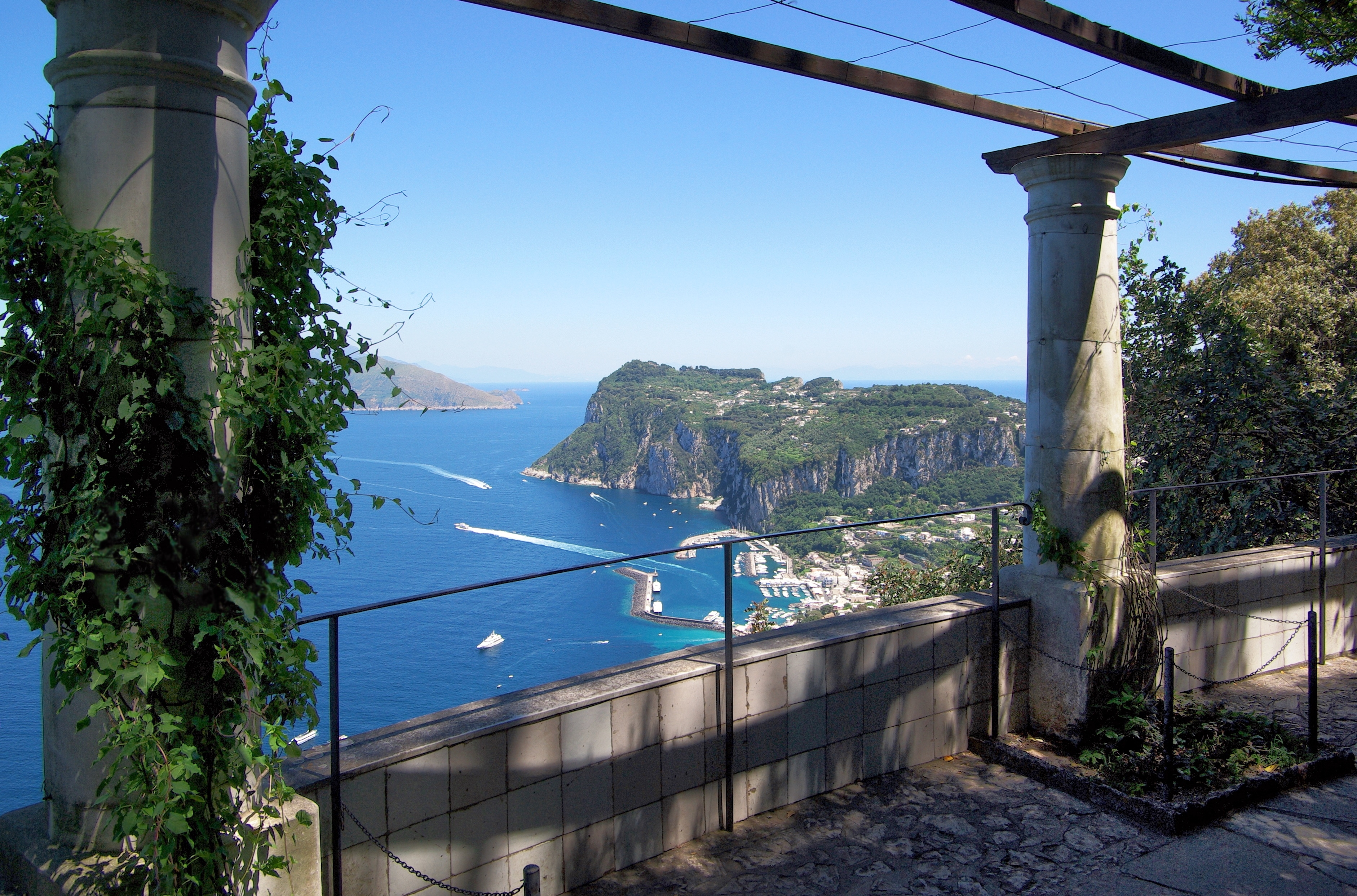
Uitzicht op Capri vanuit de Villa San Michele

Axel Martin Fredrik „Puck“ Munthe (Oskarshamn, 31 oktober 1857 – Stockholm, 11 februari 1949) was een Zweeds arts en schrijver. Hij schreef in het Zweeds en in het Engels.

## Leven en werk
Munthe werd geboren als zoon van een apotheker uit een van oorsprong Vlaamse familie. Zijn oudere zus was de latere Zweedse kunstschilder Anna Munthe-Norstedt. Axel Munthe studeerde medicijnen in Uppsala, Montpellier en uiteindelijk Parijs. In Parijs specialiseerde hij zich hij verder in de neurologie en de psychiatrie, onder andere bij Jean-Martin Charcot. Vanaf 1880 voerde hij er een drukke 'neurologische' praktijk in de hogere kringen,  maar hij bleef ook als arts werken voor de onderste lagen van de bevolking. In 1890 vestigde Munthe zich, na een kort verblijf in Napels, te Rome, waar hij een tijd lang onder andere praktijk voerde in het huidige Keats-Shelley Memorial House, bij de Spaanse trappen. Vanaf 1908 was hij lijfarts van de Zweedse koningin Victoria van Baden.
Munthe schreef verhalen, schetsen en brieven, maar werd vooral bekend met zijn oorspronkelijk in het Engels geschreven autobiografische roman De geschiedenis van San Michele (1929). In dit boek vertelt hij over zijn leven als arts in Parijs en Italië, over zijn reizen naar Zweden en Lapland, over zijn oogziekte, maar vooral over zijn zelfontworpen villa op Anacapri: tijdens een reis in 1875 stuitte hij daar op een vervallen boerenhuis en besloot, gegrepen door het prachtige uitzicht, direct om er zijn huis te bouwen. Het werd uiteindelijk een indrukwekkende, prachtig gelegen villa, thans een museum. Munthe beschrijft in De geschiedenis van San Michele de bezoeken aan zijn villa door vooraanstaande schrijvers, onder andere Henry James, Oscar Wilde, Rainer Maria Rilke en Curzio Malaparte. De geschiedenis van San Michele is geschreven in een vlotte stijl, getuigt van veel mensenkennis en een grote liefde voor mens, dier en natuur.
Munthe stierf in 1949 in het koninklijk paleis te Stockholm.